# الكسندر ميتلاند
الكسندر ميتلاند (بالإنجليزية: Alexander Maitland)‏ هو سياسي أمريكي، ولد في 20 يونيو 1844 في المملكة المتحدة، وتوفي في 12 يونيو 1925. حزبياً، نشط في الحزب الجمهوري. وقد انتخب عضو مجلس ولاية ميشيغان.